# Раичкович, Милош
Милош Раичкович (черног. Милош Раичковић / Miloš Raičković; 2 декабря 1993, Подгорица, СРЮ) — черногорский футболист, полузащитник клуба «Будучност» Подгорица и сборной Черногории.

## Карьера
20 мая 2017 года подписал контракт с малайзийским клубом «Саравак Юнайтед».
20 июня 2022 года стал игроком южнокорейского клуба «Соннам».
21 января 2023 года перешёл в казахстанский клуб «Актобе».

## Достижения
«Будучност» Подгорица
- Чемпион Черногории (2): 2019/20, 2020/21

«Актобе»
- Бронзовый призёр чемпионата Казахстана: 2023

## Клубная статистика
| Игровая карьера | Игровая карьера       | Игровая карьера | Лига | Лига | Кубок | Кубок | Межд. | Межд. | Др. | Др. |
| --------------- | --------------------- | --------------- | ---- | ---- | ----- | ----- | ----- | ----- | --- | --- |
| 2017            | Саравак Юнайтед       | А               | 10   | 0    | —     | —     | —     | —     | —   | —   |
| 2018            | Саравак Юнайтед       | Б               | 27   | 3    | 1     | 0     | —     | —     | —   | —   |
| 2019/20         | Будучност (Подгорица) | А               | 21   | 2    | 2     | 0     | 3     | 0     | —   | —   |
| 2020/21         | Будучност (Подгорица) | А               | 28   | 6    | 4     | 1     | 3     | 0     | —   | —   |
| 2021/22         | Будучност (Подгорица) | А               | 29   | 13   | 4     | 1     | 4     | 1     | —   | —   |
| 2022            | Соннам                | А               | 15   | 3    | —     | —     | —     | —     | —   | —   |
| 2023            | Актобе                | А               | 24   | 1    | 2     | 0     | 4     | 1     | —   | —   |